# 히데요시 (드라마)
《히데요시》（일본어: ひでよし）는 NHK에서 1996년에 제작 방영하였던 35번째 대하 역사극으로 1월 7일부터 12월 22일까지 편성되었다.
이 드라마는 작가의 사카이야 타이치의 원작 소설, 히데요시 도요토미 히데오, 악마 노부나가, 미쓰히데의 3 작품을 기반으로, 각 본 작가 다케야마 요가 제작한 텔레비전 드라마에 근거한다. 다케나카 나오토 주연.
한편, 히데요시를 주인공으로 삼은 대하드라마로서는 1965년 《태평기》와 1981년 《여자 태합기》의 합체판이며, 이번에는 히데요시의 동생인 도요토미 히데나가의 관점에서 히데요시의 생애를 본다. 드라마의 다케나카 나오토가 전달하는 연기력이 뛰어나 시청률 평균 30%를 넘는 기록을 세웠다. 그리고 첫 번째 에피소드에서는 다케나카 나오토가 착용한 바지는 지금도 아래 부분을 볼 수 있고 화제를 일으켰다.
30회판은 혼노지의 변이라는 사건 안에서 와타리 테츠야가 연기한 오다 노부나가가 대량의 피를 맹렬한 기세로 분출했다. 이것은 대하 역사에서 보기 드문 장면이며 장관을 이루는 장면인 그의 목에서 많은 피를 흘리는 장엄한 죽음의 방식이다. 한쪽에는 두의 손에서 나온 아이디어가 설명되었고, 2006년 대하드라마인 공명의 갈림길에서 긴 목의 시야가 뒤따랐다. 그리고 오다 노부나가를 연기하는 것은 배우 와타리 테츠야이다.

## 등장 인물
도요토미 히데요시 - 다케나카 나오토
그의 아버지와 같은 방식으로 노부나가와 충성을 믿고 있다. “아니다. 그녀는“걱정하지 마라!”와 함께 분노한 행동으로 많은 일을 했으며, 노부나가는“히데요시와 사랑에 빠지고 싶은 모든 것”에 대한 최고의 평가를 받았다. 그는 규칙적인 방식을 좋아하지만, 여자를 좋아하고 종종 바람을 피우고 있다고 공언하고 있다. 오다 일족의 신전 기간은 평범하고 존경받는 사람이었지만 점차 진보하면서 거만해졌다.
도요토미 히데나가 - 타카시마 마사노부
그의 형인 히데요시와 동등한 두 번째 주인공으로 묘사되어 그의 형님인 히데요시를 따르기 위한 조수로 묘사되었다. 또한 센노 리큐의 딸 진에게 축하의 메시지를 전하기 위해 설립되었다. 말년에 그는 도요토미 가족을 위해 많은 돈을 저축하여 죽었고, 그의 동생에게 알려졌다.
오다 노부나가 - 와타리 테츠야
오다 가족 주인. 소녀와 어린이에게는 적대적인 세력이 무책임한 반면, 히데요시에게는 좋은 이해력을 지니고 있다. 오와리국의 센고쿠 다이묘 오다 노부히데의 장남으로, 아버지 대부터의 숙적 이마가와 요시모토를 격파하고 정이대장군인 아시카가 요시아키를 옹립해 교토를 수중에 넣고, 그마저 추방해 무로마치 막부를 멸망시키면서 중부 일본 일대를 기반으로 중세 일본 봉건제의 정점에 섰다. 일본 각 지역의 패자들을 차례차례 굴복시키면서 센고쿠 시대의 일본을 평정해, 하극상이 계속되던 전국 시대 끝에 최초의 천하인이 됐다. 마지막에는 혼노지라는 절에서 사망했다.
아케치 미쓰히데 - 무라카미 히로아키
히데요시와 히데와 대등 한 본작 세 번째 주인공. 아케치 가의 당주. 가족 생각의 성격으로, 특히 어머니를 소중히하고 있었다. 아직 망명하고 있던 무렵, 히데요시가 미꾸라지 구원을 하고있는 것을 발견하고 총을 시험 발사를 보여주는 대신 미꾸라지를 나누어주는 등 매우 친절한 만남이었다.
이윽고 아시카가 쇼군 요시아키의 사자로서 미츠히데는 오다 가에 나타나 노부나가에 함께 섬기게 된다. 백성 출신 성분에서 예의 범절에 생소하면서도 붙임성 히데요시와 무사 계급 출신으로 교양은 깊지만 고지식한으로 너무 고로 주위와 엇갈림 쉬운 미츠히데가 서로의 개성을 발휘하고 단점을 보완하면서 입신 출세 경쟁을 한다.
도쿠가와 이에야스 - 니시무라 마사히코
도쿠가와 가족의 당주. 인질로, 그는 어린 시절을 오다 가족에서 보냈고 그 가장자리에서 동생인 노부나가를 불렀지만 그의 아내와 아이들은 처형당했다고 한다. 쓰키야마의 사망 후 그는 잠시 동안 방이 없었지만 아사히 히메와 히데요시의 충성으로 결혼했다.